# 빈첸츠 가이거
빈첸츠 가이거(독일어: Vinzenz Geiger, 1997년 7월 24일~)는 독일의 노르딕 복합 선수이다. 2018년 동계 올림픽 단체전에서 금메달을 획득한 독일 대표팀의 일원으로 2022년 동계 올림픽 노멀힐 개인전에서 금메달, 단체전 은메달을 획득했다.

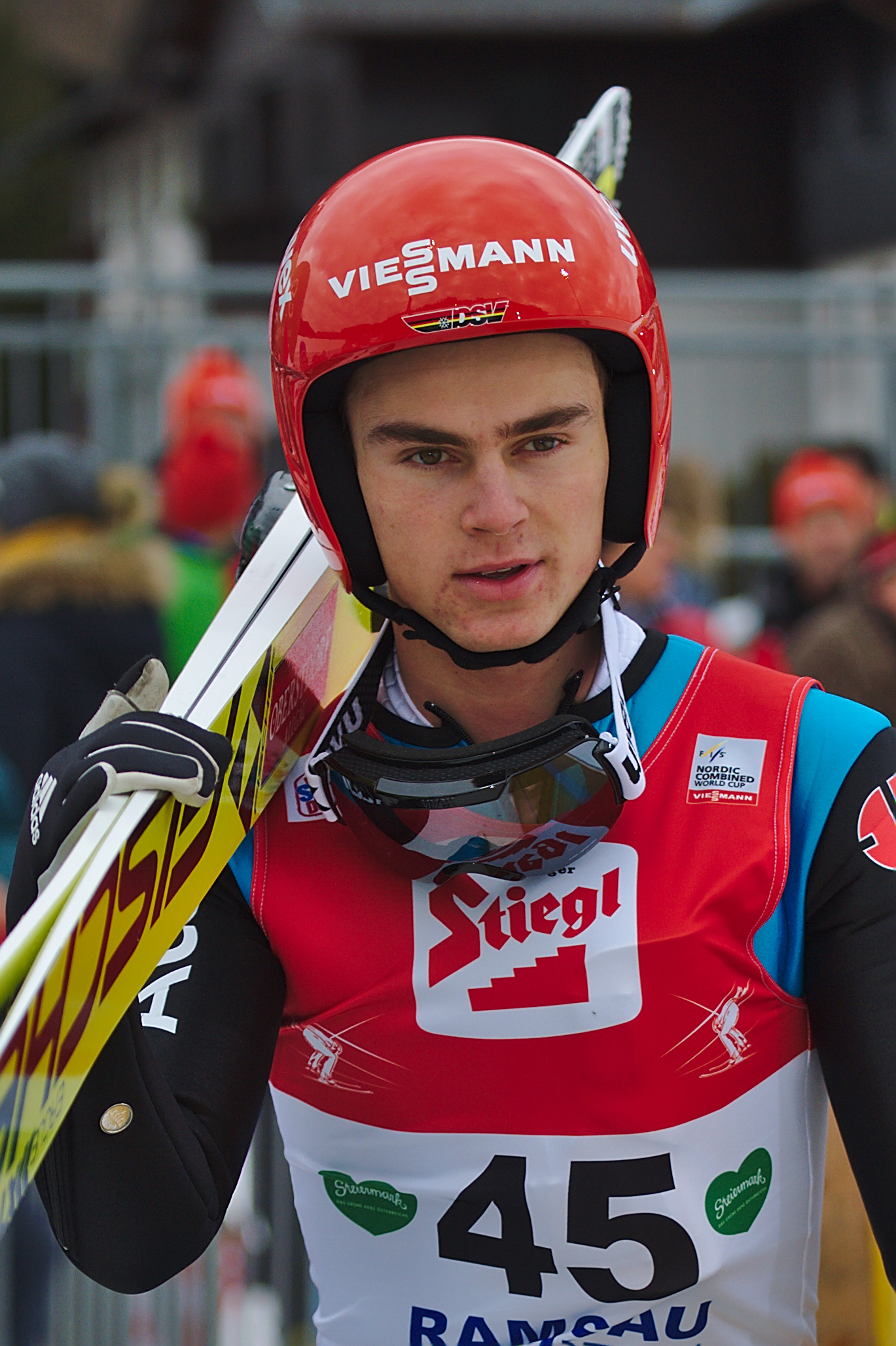
2016년 12월 18일 람자우 월드컵 당시의 가이거